# Twenty20 Cup 2025
Der Twenty20 Cup 2025 (aus Sponsoringgründen als Vitality Blast bezeichnet, oft auch nur T20 Blast) ist die 23. Saison der englischen Twenty20-Meisterschaft, die vom 29. Mai bis zum 13. September 2025 ausgetragen wird.

## Format
Die 18 First-Class-Counties werden nach regionalen Gesichtspunkten in zwei Gruppen mit jeweils neun Mannschaften aufgeteilt. In dieser Gruppenphase spielt jede Mannschaft einer Gruppe jeweils zweimal gegen jedes der anderen Teams. Nach dessen Abschluss qualifizieren sich die ersten vier einer Gruppe für die Viertelfinale. Die Halbfinale wird dann zusammen mit dem Finale, vermarktet als Finals Day, an einem Tag in Birmingham ausgetragen.

## Gruppenphase

### North Group
Tabelle
| North Group           | Sp. | S | N  | NR | P  | NRR    |
| --------------------- | --- | - | -- | -- | -- | ------ |
| Lancashire Lightning  | 14  | 9 | 5  | 0  | 36 | +0.386 |
| Durham                | 14  | 8 | 5  | 1  | 34 | +0.676 |
| Birmingham Bears      | 14  | 8 | 6  | 0  | 32 | +0.671 |
| Northants Steelbacks  | 14  | 8 | 6  | 0  | 32 | +0.068 |
| Worcestershire Rapids | 14  | 7 | 7  | 0  | 28 | +0.219 |
| Notts Outlaws         | 14  | 7 | 7  | 0  | 28 | −0.492 |
| Leicestershire Foxes  | 14  | 6 | 7  | 1  | 26 | −0.205 |
| Yorkshire             | 14  | 5 | 9  | 0  | 20 | −0.390 |
| Derbyshire Falcons    | 14  | 4 | 10 | 0  | 16 | −0.944 |

### South Group
Tabelle
| South Group     | Sp. | S  | N  | U | NR | P  | NRR    |
| --------------- | --- | -- | -- | - | -- | -- | ------ |
| Surrey          | 14  | 11 | 3  | 0 | 0  | 44 | +1.249 |
| Somerset        | 14  | 11 | 3  | 0 | 0  | 44 | +0.788 |
| Hampshire Hawks | 14  | 7  | 6  | 1 | 0  | 30 | +0.961 |
| Kent Spirits    | 14  | 7  | 6  | 0 | 1  | 30 | −0.266 |
| Glamorgan       | 14  | 7  | 7  | 0 | 0  | 28 | −0.090 |
| Sussex Sharks   | 14  | 6  | 7  | 0 | 1  | 26 | +0.121 |
| Gloucestershire | 14  | 5  | 9  | 0 | 0  | 20 | −0.635 |
| Middlesex       | 14  | 3  | 9  | 1 | 1  | 16 | −0.799 |
| Essex Eagles    | 14  | 3  | 10 | 0 | 1  | 14 | −1.447 |

## Playoffs

### Viertelfinale
| 3. September Scorecard | London (Oval) | Surrey | – | Northants Steelbacks |
|                        |               |        |   |                      |

| 5. September Scorecard | Chester-le-Street | Durham | – | Hampshire Hawks |
|                        |                   |        |   |                 |

| 6. September Scorecard | Manchester | Lancashire Lightning | – | Kent Spirits |
|                        |            |                      |   |              |

| 6. September Scorecard | Taunton | Somerset | – | Birmingham Bears |
|                        |         |          |   |                  |

### Halbfinale
| 13. September Scorecard | Birmingham |  | – |  |
|                         |            |  |   |  |

| 13. September Scorecard | Birmingham |  | – |  |
|                         |            |  |   |  |

### Finale
| 13. September Scorecard | Birmingham |  | – |  |
|                         |            |  |   |  |